# Прохоры (Борзнянский район)
Прохоры́ (укр. Прохори́) – село, расположенное на территории Борзнянского района Черниговской области (Украина). Расположено в 29 км на юго-запад от райцентра Борзны. Население — 1816 чел. (на 2006 г.). Адрес совета: 16446, Черниговская обл., Борзнянский р-он, село Прохоры, ул. Ленина, 46, тел. 2-64-46.